# العنود (مغنية)
العنود (1966 -)، مغنية كويتية، اعتزلت الفن في منتصف تسعينات القرن العشرين بعد مشوار فني قصير.

## حياتها
قدمت ثلاث ألبومات غنائية وقد كانت معروفة بأغانيها بتلك الفترة بالإضافة انها اشتركت مؤدية (صوت) في إحدى مسرحيات الأطفال، واختفت عن الأنظار منتصف تسعينات القرن العشرين.

### الألبومات
- ألبوم دقت الساعة 1987.
- ألبوم الدليل 1988.
- ألعنود 1988.

### فيديو كليب
- دقت الساعة.
- خفيف الظل.